# Alexandra Presură
Alexandra Presură (n. 16 septembrie 1984, Comuna Osica De Jos, Olt) este un deputat român, ales în 2016.